# Рогача (Лучани)
Рогача је насеље у Србији у општини Лучани у Моравичком округу. Према попису из 2022. било је 217 становника.

## Демографија
У насељу Рогача живи 281 пунолетни становник, а просечна старост становништва износи 47,9 година (45,2 код мушкараца и 50,6 код жена). У насељу има 127 домаћинстава, а просечан број чланова по домаћинству је 2,63.
Ово насеље је великим делом насељено Србима (према попису из 2002. године), а у последња три пописа, примећен је пад у броју становника.
|  |

| Демографија | Демографија | Демографија |
| Година      | Становника  | Становника  |
| ----------- | ----------- | ----------- |
| 1948.       | 775         |             |
| 1953.       | 767         |             |
| 1961.       | 731         |             |
| 1971.       | 646         |             |
| 1981.       | 532         |             |
| 1991.       | 436         | 435         |
| 2002.       | 334         | 351         |
| 2011.       | 277         |             |

| Етнички састав према попису из 2002.‍ | Етнички састав према попису из 2002.‍ | Етнички састав према попису из 2002.‍ | Етнички састав према попису из 2002.‍ | Етнички састав према попису из 2002.‍ |
| ------------------------------------ | ------------------------------------ | ------------------------------------ | ------------------------------------ | ------------------------------------ |
|                                      |                                      |                                      |                                      |                                      |
| Срби                                 | Срби                                 |                                      | 332                                  | 99,40%                               |
| непознато                            | непознато                            |                                      | 2                                    | 0,59%                                |

| Година пописа     | 1948. | 1953. | 1961. | 1971. | 1981. | 1991. | 2002. |
| ----------------- | ----- | ----- | ----- | ----- | ----- | ----- | ----- |
| Број домаћинстава | 142   | 146   | 158   | 163   | 164   | 148   | 127   |

| Број чланова      | 1  | 2  | 3  | 4  | 5  | 6 | 7 | 8 | 9 | 10 и више | Просек |
| ----------------- | -- | -- | -- | -- | -- | - | - | - | - | --------- | ------ |
| Број домаћинстава | 44 | 30 | 18 | 16 | 11 | 3 | 2 | 2 | 1 | 0         | 2,63   |

| Пол    | Укупно | Неожењен/Неудата | Ожењен/Удата | Удовац/Удовица | Разведен/Разведена | Непознато |
| ------ | ------ | ---------------- | ------------ | -------------- | ------------------ | --------- |
| Мушки  | 147    | 46               | 84           | 14             | 3                  | 0         |
| Женски | 145    | 12               | 86           | 44             | 3                  | 0         |
| УКУПНО | 292    | 58               | 170          | 58             | 6                  | 0         |

| Пол    | Укупно                    | Пољопривреда, лов и шумарство | Рибарство                            | Вађење руде и камена | Прерађивачка индустрија       |
| ------ | ------------------------- | ----------------------------- | ------------------------------------ | -------------------- | ----------------------------- |
| Мушки  | 71                        | 43                            | 0                                    | 0                    | 17                            |
| Женски | 55                        | 36                            | 0                                    | 0                    | 9                             |
| УКУПНО | 126                       | 79                            | 0                                    | 0                    | 26                            |
| Пол    | Производња и снабдевање   | Грађевинарство                | Трговина                             | Хотели и ресторани   | Саобраћај, складиштење и везе |
| Мушки  | 1                         | 4                             | 3                                    | 0                    | 0                             |
| Женски | 1                         | 1                             | 2                                    | 0                    | 0                             |
| УКУПНО | 2                         | 5                             | 5                                    | 0                    | 0                             |
| Пол    | Финансијско посредовање   | Некретнине                    | Државна управа и одбрана             | Образовање           | Здравствени и социјални рад   |
| Мушки  | 0                         | 0                             | 1                                    | 1                    | 0                             |
| Женски | 0                         | 1                             | 0                                    | 3                    | 2                             |
| УКУПНО | 0                         | 1                             | 1                                    | 4                    | 2                             |
| Пол    | Остале услужне активности | Приватна домаћинства          | Екстериторијалне организације и тела | Непознато            | Непознато                     |
| Мушки  | 0                         | 0                             | 0                                    | 1                    | 1                             |
| Женски | 0                         | 0                             | 0                                    | 0                    | 0                             |
| УКУПНО | 0                         | 0                             | 0                                    | 1                    | 1                             |